# Priorat
Priorat là một comarca (hạt) của Catalonia, Tây Ban Nha.

## Các đô thị
Dân số năm 2001.
- Bellmunt del Priorat - 310
- La Bisbal de Falset - 248
- Cabacés - 343
- Capçanes - 412
- Cornudella de Montsant - 859
- Falset - 2.471
- La Figuera - 124
- Gratallops - 224
- Els Guiamets - 304
- Lloar - 114
- Margalef - 133
- Marçà - 616
- El Masroig - 519
- Molar - 294
- Morera de Montsant - 148
- Poboleda - 347
- Porrera - 462
- Pradell de la Teixeta - 189
- La Torre de Fontaubella - 133
- Torroja del Priorat - 142
- Ulldemolins - 495
- La Vilella Alta - 132
- La Vilella Baixa - 177